# Mrčići, Pljevlja
Mrčići este un sat din comuna Pljevlja, Muntenegru. Conform datelor de la recensământul din 2003, localitatea are 11 locuitori (la recensământul din 1991 erau 20 de locuitori).

## Demografie
În satul Mrčići locuiesc 9 persoane adulte, iar vârsta medie a populației este de 44,2 de ani (38,1 la bărbați și 55,0 la femei). În localitate sunt 3 gospodării, iar numărul mediu de membri în gospodărie este de 3,67.
|  |

| Demografie | Demografie | Demografie |
| An         | Locuitori  | Locuitori  |
| ---------- | ---------- | ---------- |
|            |            |            |
|            |            |            |
|            |            |            |
|            |            |            |
| 1948       | 118        |            |
| 1953       | 158        |            |
| 1961       | 173        |            |
| 1971       | 137        |            |
| 1981       | 72         |            |
| 1991       | 20         | 20         |
| 2003       | 11         | 11         |

| \| Componența etnică conform recensământului din 2003[2] \| Componența etnică conform recensământului din 2003[2] \| Componența etnică conform recensământului din 2003[2] \| Componența etnică conform recensământului din 2003[2] \| Componența etnică conform recensământului din 2003[2] \| \| ----------------------------------------------------- \| ----------------------------------------------------- \| ----------------------------------------------------- \| ----------------------------------------------------- \| ----------------------------------------------------- \| \| \| \| \| \| \| \| Sârbi \| Sârbi \| \| 11 \| 100% \| \| necunoscută \| necunoscută \| \| 0 \| 0% \| |             |  |    |      |
| Componența etnică conform recensământului din 2003 |             |  |    |      |
| |             |  |    |      |
| Sârbi | Sârbi       |  | 11 | 100% |
| necunoscută | necunoscută |  | 0  | 0%   |